# Llengües matlatzinca-tlahuica
Les llengües matlatzinca-tlahuica, matlatzinca-ocuilteca-pirinda o matlatitzinca-atzinca-pirinda és un conjunt d'almenys tres llengües o variants lingüístiques de la mateixa macrollengua parlades en el centre de Mèxic. Encara que en el passat el proto-matlatzinca-tlahuica va ser la llengua majoritària d'extenses zones del centre de Mèxic, primer va ser substituït pel nàhuatl i més tard per l'espanyol de tal manera que ara només compten amb uns centenars.

## Distribució i nombre de parlants
En l'actualitat el matlatzinca compta amb un miler de parlants al poble de San Francisco Oxtotilpan i el tlahuica a San Juan Atzingo Arxivat 2009-10-31 a Wayback Machine. per unes poques desenes de persones. Tots dos municipis es troben a l'Estat de Mèxic. A principis de segle també es va parlar a Mexicaltzingo Arxivat 2007-05-13 a Wayback Machine. (Estat de Mèxic) i el pirinda es va parlar a Charo (Michoacán).

## Descripció lingüística

### Morfologia
La morfologia nominal usa àmpliament els prefixos, per exemple el nombre singular es marca mitjançant els prefixos we- en els éssers humans i racionals:
wetowaa 'fill' / wetošuwi 'fillja' (matlatzinca Oztotilpan)
wema 'home' (matl. Oztotilpan)
wešu 'dona' (matl. Oztotilpan) / weču 'dona' (tlahuica)
wembontani 'sacerdote' (matl. Mexicaltzingo)
En les anteriors formes šu-/ču- és una marca derivativa de gènere femení. Amb els ´éssers inanimats o animats no racionals s'usa freqüentment in- / ni- (i a vegades Ø-):
insini' gos / inšusini 'gossa' (pirinda)
ninta 'ull' (matl. Mexicaltzingo)
inx-äni o äni 'gallina' (matl. Oztotilpan)
En el plural el prefix comú a tots els noms ´ws:
wema 'home' / nema 'homes' (matl. Oztotilpan)
weču 'dona' / nyeču 'dones' (tlahuica)

### Comparació lèxica
A continuació es dona una llista de paraules comparades, les vocals dobles indiquen vocals llargues, l'accent en matlatzinca d'Oztotilpan indica to alt, mentre que l'absència d'accent indica to baix:
|               | Matlatiznca- Pirinda | Matlatzinca Mexicalzingo | Matlatzinca Oztotilpan | Atzinca- Tlahuica | proto- matlazinca |
| ------------- | -------------------- | ------------------------ | ---------------------- | ----------------- | ----------------- |
| '1'           | in-dah-wi            | in-da-wi                 | nrá-wi                 | *ndá              | mbla              |
| '2'           | i-na-wu              | hi-no-wi                 | te-nó-wi               | mno               | *-nó-wi           |
| '3'           | in-yu-hu             | hi-šu                    | ró-šu                  | pʔyu              | *-yu/*-šu         |
| '4'           | in-kuno-wi           | in-k'unu-wi              | ro-kunhó-wi            | gunho             | *kunhó            |
| '5'           | in-kuthaa            | in-kʔuda                 | ro-kutʔá               | kwitʔa            | *kwi-tʔa          |
| '6'           | in-dah-to-wi         | in-da-tʔo-wi             | nra-tóo-wi             | mblâ-ndoho        | *ndáh-ntó         |
| '7'           | inethowi             | ne-to-wi                 | ne-tóowi               | ñe-ndo-ho         | *ñe-nto           |
| '8'           | i-nekuno-wi          | i-nekʔuno-wi             | ne-nkunhó-wi           | mñe-gunho         | *ñe-kunhó         |
| '9'           | i-murahta-dahata     | i-maratâ-ndaha           | muráta-nrátʔa          | mbla-tilatʔa      |                   |
| '10'          | in-daha-ta           | in-da-ra                 | nrá-tʔa                | mbla-tʔa          | *ndá-tʔa          |
| 'cap'         | nu                   | nu                       | nú                     | nigwi             | *nú(?)            |
| 'ull'         | nta                  | nta                      | tá                     | ta                | *ntá              |
| 'nas'         | maši                 | maši                     | máši                   | ñu-maš            | *máši             |
| 'boca'        | naa                  | na                       | ná                     | ñu-pi             | *ná               |
| 'llavi'       |                      | šinĩ                     | šína                   | pšina             | *šíni             |
| 'pell'        |                      | šipari                   | šipáari                | šimbali           | *šĩpári           |
| 'peu'         | moo                  | mõ                       | mo                     | mo                | *mo               |
| 'sang'        |                      | čihyabi                  | číhabí                 | ĵihya             | *číhya            |
| 'llàgrima'    |                      | čih-ta                   | škanuta(?)             | či-nda            | *či-ntá           |
| 'moresc'      | tatuy                | tarui                    | táʔthuwí               | *datʔwi           | datʔuu            |
| 'moresc molt' |                      | čini                     | čini(?)                | či                | *čini             |
| 'nixtamal'    |                      | nišaki                   | níšáki                 | ñušak(i)          | *níšáki           |
| 'truita'      |                      | mewi                     | mhéwi                  | mẽ                | *mhéwi(?)         |
| 'xili'        | mii                  | x-imi                    | (i)mí                  | mi                | *mí(?)            |
| 'tomàquet'    |                      | rumpa                    | čhúwampa               | nipa              |                   |
| 'fesols'      |                      | inaši                    | čhə                    | načii             | *či-              |
| 'sal'         |                      | tʔuši                    | thúši                  | tʔuš              | *tʔúši            |
| 'menjar'      | tsitsi               | tsitsi                   | sísí                   | tsintsi           | *tsí[tsí]         |
| 'magüey'      | išumi                | inšuni                   | šuni                   | dloti             | *šuni             |
| 'flor'        | theni                | tini                     | təni                   | ndoyii            | *ntə-ni           |
| 'bosc'        |                      | tsaa                     | pín-sa(a)              | ñun-dzaa          | *tsaa             |
| 'perro'       |                      | tsini                    | síní                   | tsi               | *tsíní            |
| 'cavall'      |                      | paari                    | pari(?)                | bahl(e)           |                   |
| 'gall dindi'  | ñah-eni              | nax-ini                  | əni                    | tamʔi             | *ini              |
| 'camp'        | pi-hnomi             | noni                     | pí-ʔnoni               | ñuñu              | *ʔnoni            |
| 'pedra'       |                      | to                       | (n)to                  | ndo               | *nto              |
| 'sol'         | in-yahbi             | yabi                     | (in)čutata             | tʔutata           | *yahbi            |
| 'lluna'       | in-buee              | i-mbwii                  | in-čunéné              | tʔunana           | *mbwi(?)          |
| 'estrella'    |                      | tsee                     | mán-seʔe               | tee               | *tse              |
| 'mes'         |                      | mbwii                    | mbwi(?)                | bwi               | *mbwi             |
| 'any'         |                      | hiči                     | kʔiĵi                  | kʔinĵi            | *kʔiči            |
| 'aigua'       | intawi               | intawi                   | intáwi                 | nda               | *ntá-wi           |
| 'muntanya'    | ineetsi              | inhitsʔi                 | inhəsi(?)              | pʔwötse           | *in-hitsʔi(?)     |
| 'casa'        | in-baani             | in-mani                  | báʔni                  | to                | *báʔni            |
| 'mercat'      |                      | tetani                   | tetani                 | tyeta             | *tetani           |
| 'sembrar'     | tutuhmi              | tuni                     | hoyari(?)              | tuhu              | *tu-              |
| 'nit'         | šuemi                | šuti                     | šəni                   | šu                | *šũi(?)           |
| 'fred'        | ki-tsee              | tse                      | ku-sé                  | tse               | *tsé              |
| 'calor'       |                      | pahyabi                  | páwi                   | pahya             | *pá-              |